# Бухарские евреи
Бухарские евреи (среднеазиатские евреи, бухори, исроил или яхуди; ивр. יְהוּדֵי־בּוּכָרָה‎, перс. یهودیان بخارا‎, узб. Buxoro yahudiylari / Бухоро яҳудийлари, тадж. яҳудиёни Бухоро) — этноконфессиональная и этнолингвистическая подгруппа еврейской или же иудейской диаспоры, жившая на момент экспансии Российской империи в Средней Азии в городах Кокандского ханства, Бухарского эмирата и Хивинского ханства; исторически носители бухарско-еврейского диалекта таджикского языка.

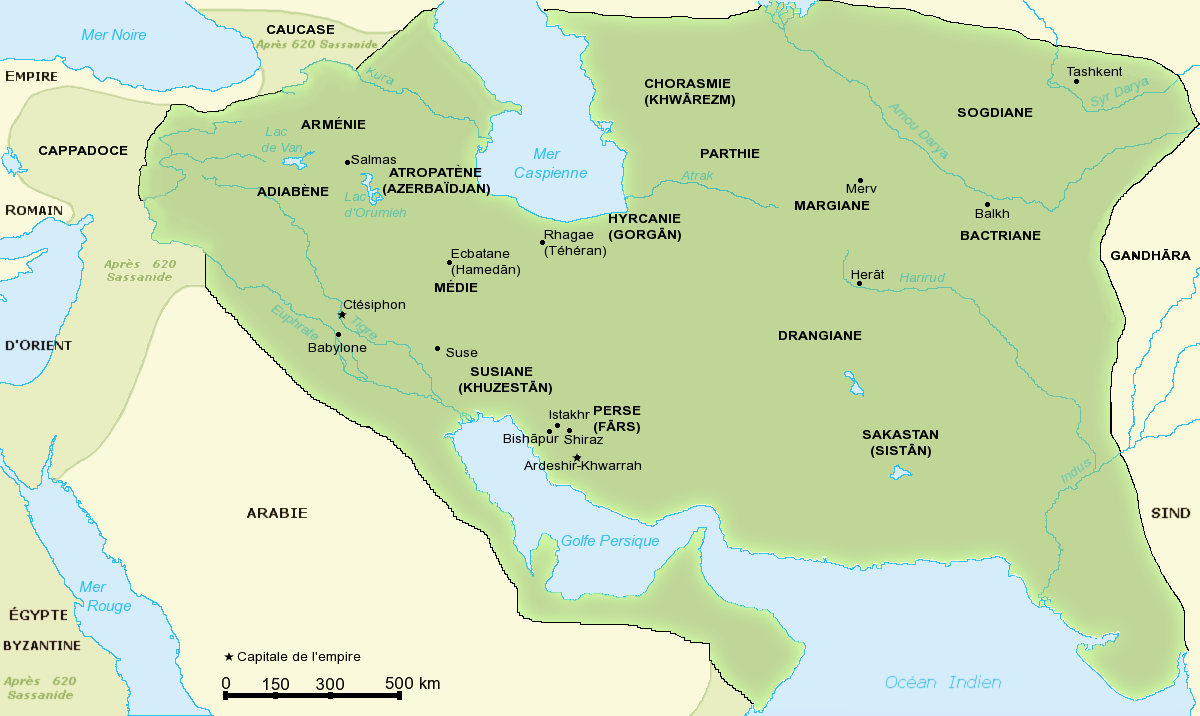
Сасанидская Персия в конце IV века. Персидский шахиншах Йездегерд I увлекался иудаизмом и женился на Шошандохт, дочери иудейского шаха раввина Гуны бар Натана, потомка древнеизраильского царя Давида. У царской четы родились три сына. Средний сын Бахрам занял после отца персидский престол и стал шахиншахом. Младший сын Нарсэ стал наместником среднеазиатской провинции Хорасан, которая включала в себя такие среднеазиатские города как Мерв, Бухара, Самарканд.

## Самоназвания, значение и происхождение термина «бухарские евреи»

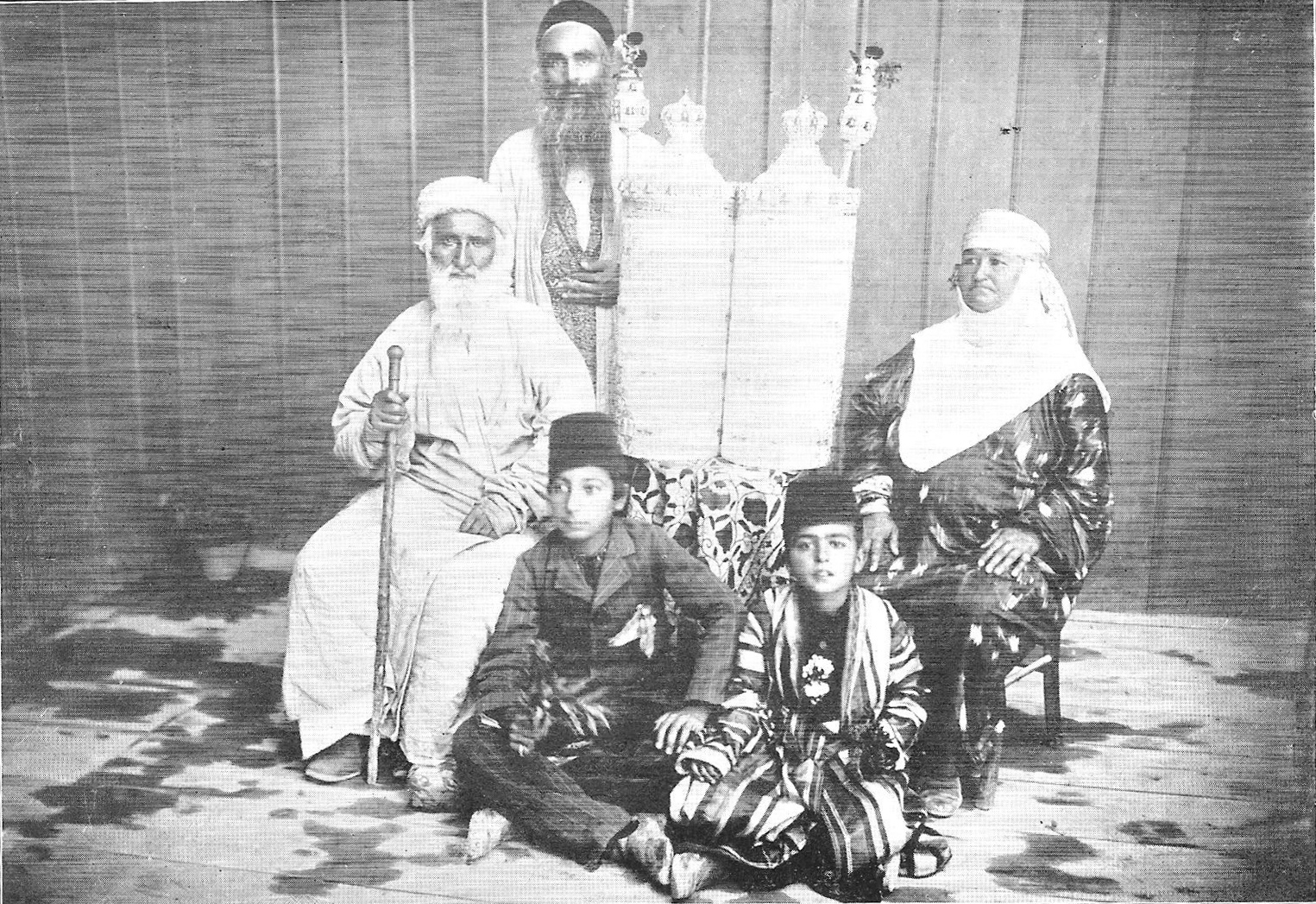
Бухарские евреи в Османской империи, до 1899 года.

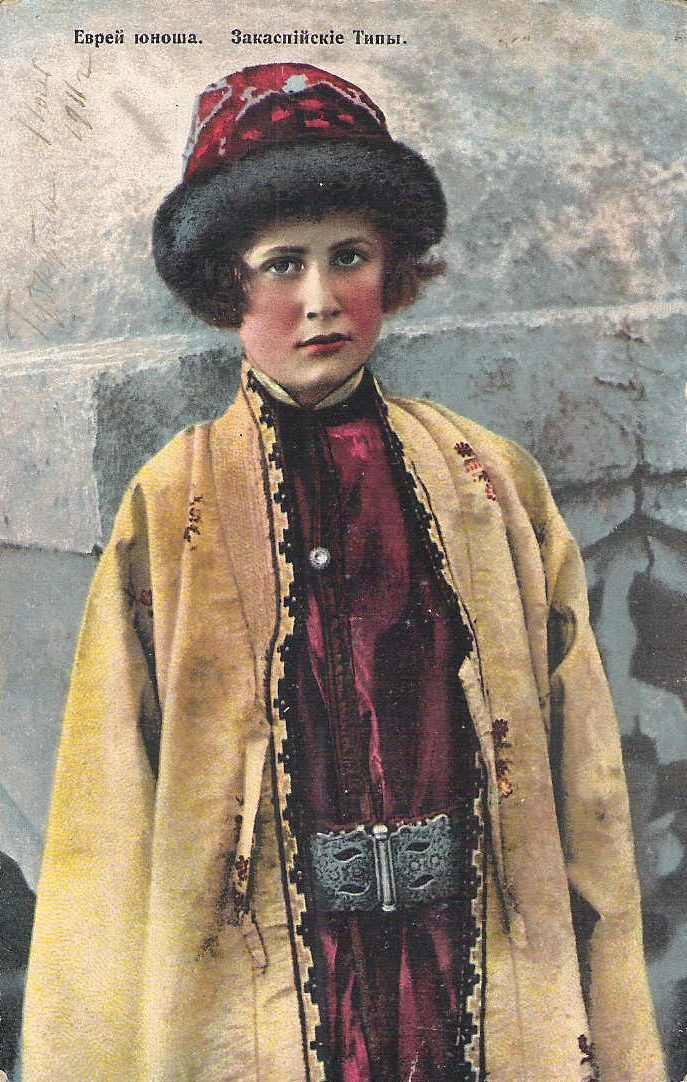
Еврейский юноша в Закаспийской области Российской империи. Примерный облик персидско-еврейского принца-шахзадэ Нарсэ.

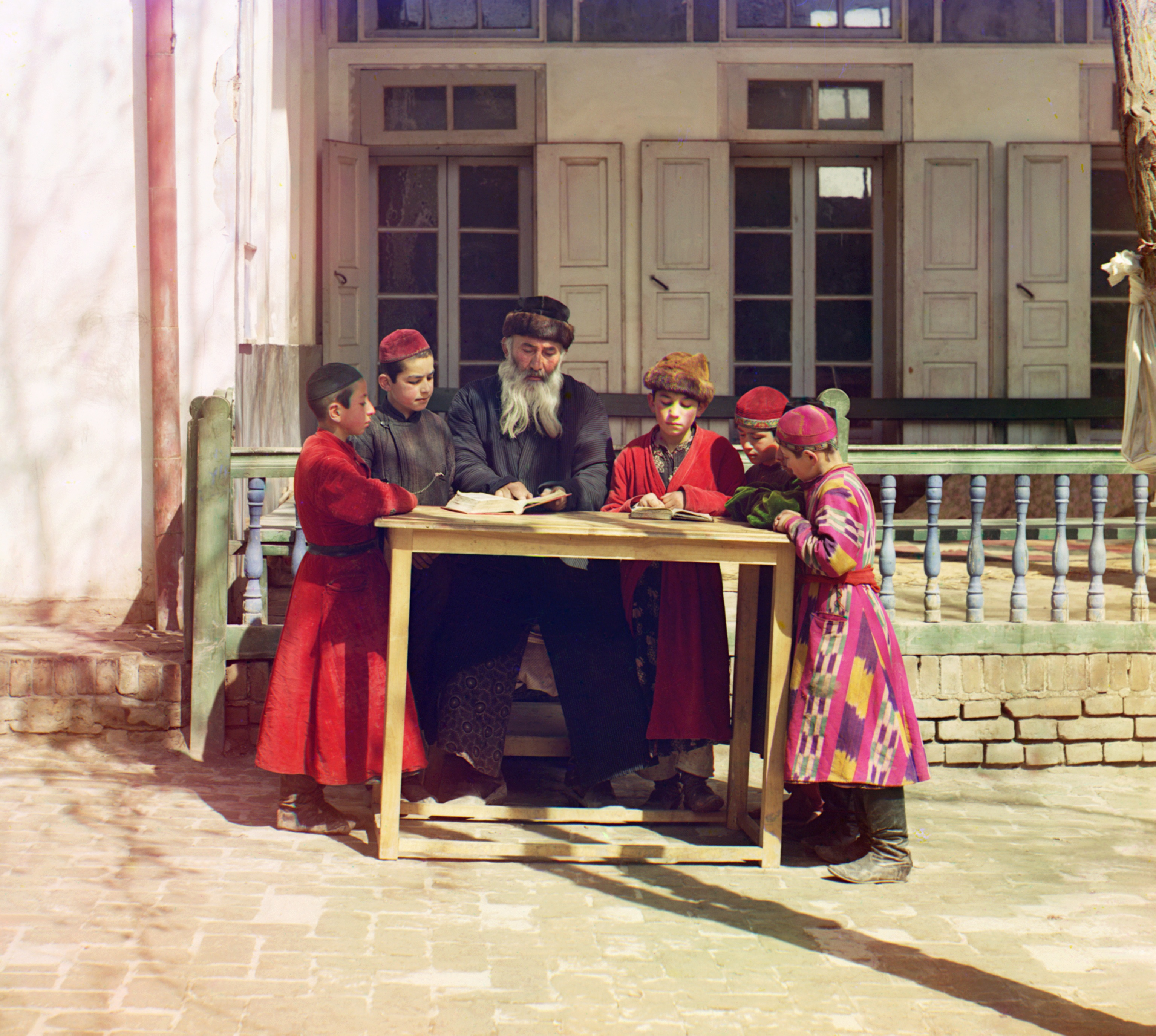
Группа еврейских мальчиков с учителем. Самарканд (Фото С. М. Прокудина-Горского, 1905—1915 гг)

Еврейские школьники с учителем в Самарканде. 1905—1915 годы.

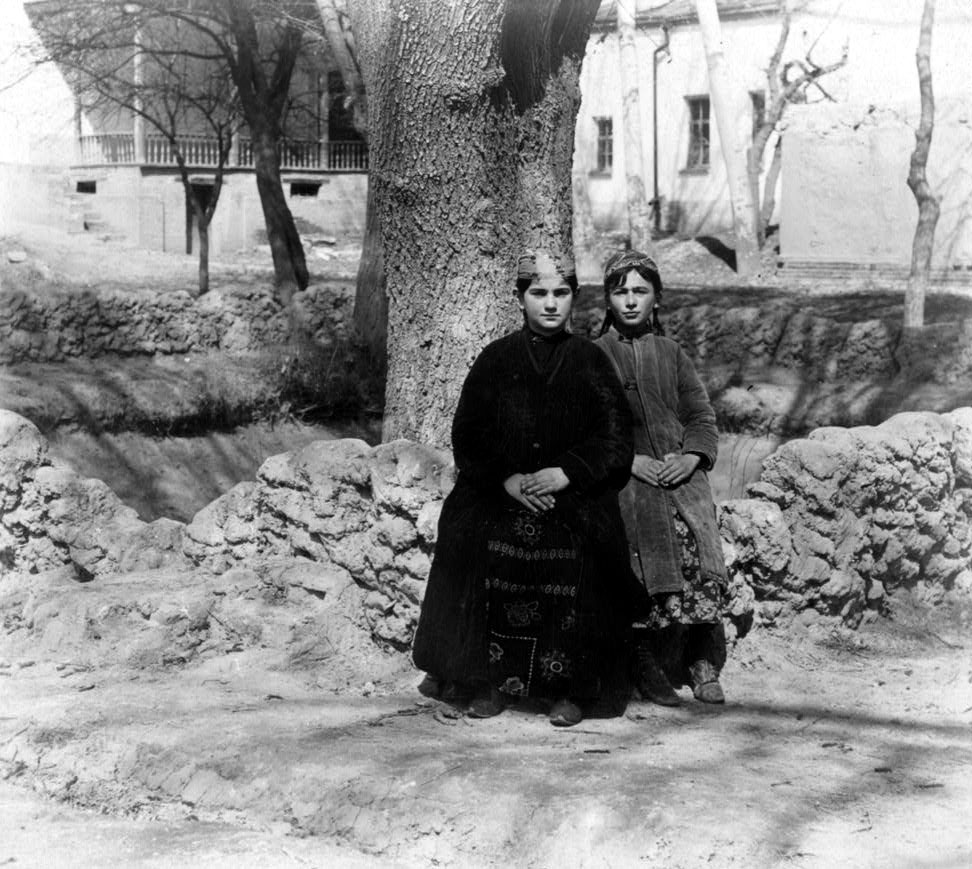
Бухарско-еврейские девочки в Самарканде 1905—1915 годы.

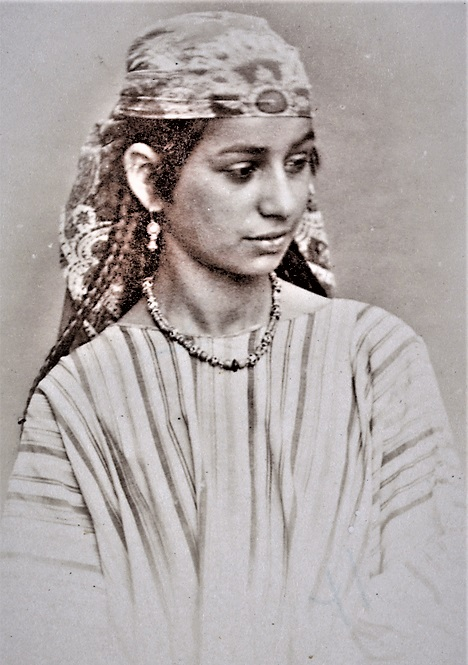
Молодая девушка — еврейка Малка 1871—1872 годы.

Термин бухарские евреи означает евреи города Бухары и евреи Бухарского эмирата. Евреи жили не только в Бухарском эмирате, но и в соседних с ним Хивинском ханстве и Кокандском ханстве. Следовательно, употреблялся также общий термин по отношению к евреям Средней Азии — среднеазиатские евреи. Самоназвания евреев Средней Азии было яхуди (иудей), исроил (израиль) и дживут. Окружающее население использовало также древние (со времён зороастрийской Сасанидской Персии) термины; джугут/джухуд/джууд/джээт/джут (от johūd и jahūd).
Одними из первых российских путешественников в Средней Азии, упомянувшими евреев, были:
- Флорио Беневени, руководитель российского посольства в Бухару в 1718—1725 годах от имени царя всея Руси Петра I, который в своих записках «Письма, реляции, журналы» упомянул о евреях в Бухарском ханстве.
- российский унтер-офицер, пограничник Филипп Сергеевич Ефремов, захваченный в плен в 1774 году и проданный в Бухару, который в своей книге «Странствие Филиппа Ефремова в Киргизской степи, Бухарии, Хиве, Персии, Тибете и Индии и возвращение его оттуда чрез Англию в Россию» упомянул о евреях в Бухарском эмирате.
- горный чиновник Бурнашев Тимофей Степанович, который в своей книге «Путешествие от Сибирской линии до города Бухары в 1794 году и обратно в 1795 году» упомянул о евреях в Бухаре.
- капитан гвардейского генерального штаба Егор Казимирович Мейендорф, участник российского посольства 1820 года во главе с действительным статским советником Негри Александром Федоровичем. Мейендорф в своей книге «Путешествие из Оренбурга в Бухару» упомянул о евреях в Хиве и Бухаре, употребляя иногда термин бухарские евреи по отношению к евреям в городе Бухаре.
- дипломат Николай Владимирович Ханыков, участник российского посольства 1841—1842 годов во главе с подполковником К. Ф. Бутеневым. Ханыков в своей книге «Описание Бухарского ханства» употребил наряду с термином евреи и термин бухарские евреи.

До присоединения Средней Азии к Российской империи употреблялся также термин евреи-азиаты по отношению к купцам-евреям из Средней Азии. После присоединения (с 1850 года по 1873 год) Средней Азии к Российской империи по отношению к евреям бывшего Кокандского ханства употреблялся термин туземные евреи, а вассального Бухарского эмирата — бухарские евреи. Данные термины имели юридический оттенок. Евреи же вассального Хивинского ханства были насильственно обращены в мусульманство в конце 1700-х годах и через смешанные браки с мусульманами растворились в среде мусульман (туркмен и узбеков) к концу 1800-х — началу 1900-х годов.
После революции 1917 года и крушения Российской империи в 1923 году, в 1924 году началось национально-территориальное размежевание Средней Азии и были организованы национальные республики в составе СССР. 10 февраля 1925 года глава правительства Узбекской ССР Юлдаш Ахунбабаев издал указ о признании евреев Средней Азии этнической группой и, по всей видимости, именно тогда термин бухарские евреи или среднеазиатские евреи закрепился как этническое определение, хотя в паспортах записывались просто евреями. Употреблялся также термин майда миллат, то есть национальное меньшинство.
Во времена Перестройки в СССР, начавшейся в 1985 году, и после распада СССР в 1991 году большинство евреев из Средней Азии эмигрировали в США, Канаду, Австрию, Германию и Израиль. В США и Канаде употребляются самоназвания: евреи и Jews, бухарские евреи и Bukharan/Bukharian Jews, Bukharians (бухарцы), Jews of Bukhara (евреи/иудеи Бухары), Bukharian Community (бухарская община). В Израиле: бухарские/бухарцы и бухарим (бухарцы), бухарские евреи, бухарская община и эда бухарит (бухарская община), йеhудэй Бухара/яҳудыёни Бухоро (евреи/иудеи Бухары), яhадут Бухара (еврейство Бухары).

## Миграционные потоки
С 1827 года первые евреи Бухары из движения Ховевей Цион, основанного духовным лидером Йосефом Маманом, достигают Иерусалима.
С 1868 года до Первой мировой войны 1500 из 16 000 человек, проживавших в районе Бухары, эмигрировали в Иерусалим.
После революции 1917 года в Российской империи, в период между 1920 и 1930 годами, около 4000 бухарских евреев бежали в Палестину через Афганистан и Персию. Около 800 из них были убиты или умерли от голода в дороге.
В 1970-е годы из 17 тысяч бухарских евреев, покинувших Советский Союз, 15,5 тысяч поселились в Израиле, остальные — в США, Канаде и Австрии.
После распада Советского Союза эмиграция усилилась, и значительное количество бухарских евреев выехало в Израиль, США, Австрию и другие страны.

## Языки общения
Традиционный разговорный язык, называемый бухарским, представляет собой бухарско-еврейскую разновидность самаркандско-бухарского диалекта фарси или еврейский диалект таджикского языка. Другие языки: узбекский и русский, иврит (у репатриантов в Израиле), а также языки стран проживания. Новое поколение в США, Канаде, Европе и Израиле быстро утрачивает узбекский и фарси. Русский продолжает сохраняться как преобладающий язык бухарско-еврейских газет (The Bukharian Times).

## Демография

### Основные общины

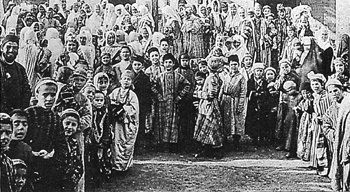
Махалля среднеазиатских евреев. Фотография 1890 г.

Общины были расположены во многих городах среднеазиатских республик, бо́льшая часть в Узбекистане: в особенности в Бухаре и Самарканде, а также в Ташкенте, Шахрисабзе, Коканде, Карши, Маргилане, Каттакургане, Фергане, Хатырчи, Гиждуване, Пянджшанбе, Кармане, Шафиркане, Джуме, Вабкенте, Андижане, Ромитане, Ургуте и Кагане. Относительно крупные общины также были в Таджикистане в Душанбе, Худжанде, Пенджикенте и Гиссаре. В Туркменистане были заметные общины в Мерве, Керки, Чарджуе, Ашхабаде и Байрамали, в Кыргызстане небольшие общины в Оше, Джалал-Абаде и Бишкеке, а в Казахстане в городах Шымкент, Сайрам, Тараз, Казалинск, Кызылорда и Алма-Ата.

### Численность

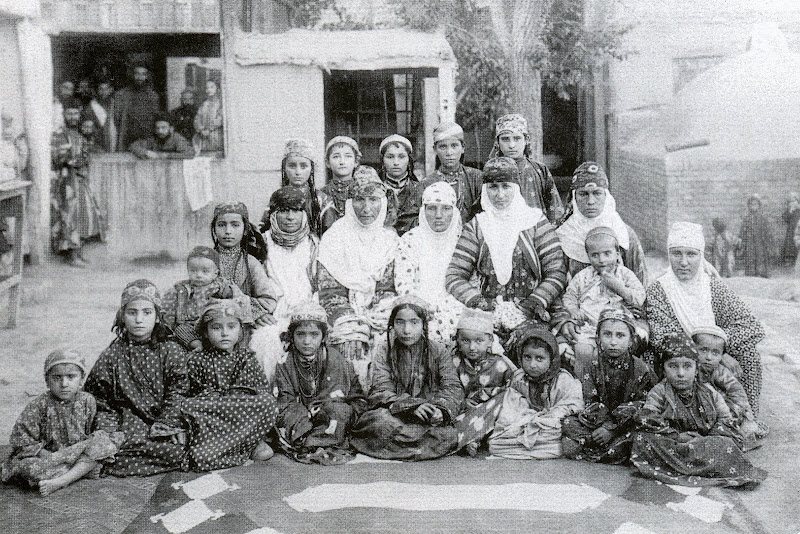
Бухарские еврейки. 1900 год.

На основе имеющихся статистических данных о населении Средней Азии число бухарских евреев может быть оценено так:
- в конце 1800-х годов — 16 тысяч,
- в 1910-е годы — 20 тысяч,
- в конце 1920-х — начале 1930-х годов — также 20 тысяч,
- в конце 1950-х годов — 25 тысяч,
- в конце 1960-х — начале 1970-х годов — 30 тысяч человек.

В 1970-е годы около 17 тысяч бухарских евреев выехали из СССР.
На основе переписи 1979 года численность бухарских евреев в Советском Союзе к началу 1980-х годов определяется в 40 тысяч человек. На 1987 год общая численность бухарских евреев в мире (включая третье поколение в Израиле и на Западе) — 85 тысяч, из них около 45 тысяч жили в Советском Союзе, 32 тысячи — в Израиле и около 3 тысяч — в остальных странах.
Сегодня в Израиле существует самая большая община бухарских евреев в мире — около 150 тысяч человек. В США и Канаде живут около 60 тысяч бухарских евреев, 50 тысяч из них в Нью-Йорке, где находится самая большая после Израиля община бухарских евреев. Значительное число бухарских евреев в настоящее время проживает в нью-йоркском районе Форест-Хилс. Там выходит газета «Bukharian Times» на английском языке. Другие живут в разных точках Северной Америки — в Аризоне, Флориде, Калифорнии, Джорджии, Торонто, Монреале и др.
В России по переписи 2002 года 54 опрошенных и 1 житель Украины идентифицировали себя как бухарские евреи.

## История
Советское таджикоязычное самоназвание бухарских евреев — яҳудиён, то есть иудеи. В самостоятельную этноконфессиональную и этнолингвистическую подгруппу иудеи среднеазиатского региона стали формироваться начиная с 1500 года. До этого иудеи среднеазиатского региона, афганских земель и Ирана представляли собой единую этноконфессиональную и этнолингвистическую группу персидских иудеев и проживали в существовавшем на этих территориях Тимуридском государстве, официальными языками которого были чагатайский тюрки (прото-узбекский) и персидский. Распад единой этноконфессиональной и этнолингвистической группы персидских иудеев Тимуридского государства на иранско-восточнокавказских иудеев и среднеазиатско-афганских иудеев связан с завоеванием среднеазиатского региона в самом начале XVI века у Тимуридов кочевыми узбеками во главе с Мухаммедом Шейбани, пришедшими с севера и основавшими государство Шейбанидов (предок Бухарского и Хивинского ханств). Параллельно с этим в Иране к власти пришли Сефевиды во главе с Исмаилом I и основали Сефевидское государство. Кочевые узбеки были суннитами, Сефевиды же — шиитами. Сефевиды и Шейбаниды были враждебны друг другу из-за религиозных мировоззрений. Вследствие этого иудеи государства Шейбанидов и Сефевидского государства потеряли контакты между собой, что привело к процессу формирования двух иудейских подгрупп — иранско-восточнокавказских евреев и среднеазиатско-афганских евреев.

#### Предыстория
Появление первых евреев в среднеазиатском регионе относится к периоду Персидской державы Ахеменидов в 500-х годах до новой эры. То были древние арамеоязычные и древнеивритоязычные евреи-иудеяне. Иудеянами называют тех евреев, кто возводил своё происхождение от еврейского населения царства Иудея, пленённого царём Нововавилонского царства Навуходоносором II и выведенного в Вавилонию начиная с 598/597 года до новой эры. Самоназвание евреев-иудеян было йеhудым (ед. ч. йеhуды), то есть иудеи.
Евреи-иудеяне не долго пребывали в вавилонском плену. В 539 году до новой эры персидский царь Кир II Великий из династии Ахеменидов со своей армией завоевал Нововавилонское царство и издал декрет об освобождении пленённых народов, в том числе и евреев-иудеян, и позволении вернуться на свою родину.
Первая группа евреев-иудеян откликнулась на декрет Кира и в составе нескольких тысяч человек во главе с Шешбаццаром покинула Вавилонию и отправилась в Иудею уже в 538 году до новой эры. Но не все освобождённые из плена евреи-иудеяне решили вернуться на родину в Иудею, многие остались на чужбине из-за неимения земельной собственности и, как показывают элефантинские папирусы, евреи-иудеяне вербовались в персидскую армию для того, чтобы получить земельные наделы за воинскую службу. 
О том, что Кир набирал войско из всех покорённых народов в походе на Лидию, Геродот писал в книге первой в пункте 76 («А Кир собрал свое войско, присоединив к нему воинов всех народностей, через земли которых он проходил, и пошел в поход на Креза.»).
После захвата Лидии, Кир захватил Нововавилрнское царстве вместе с находившими там в плену иудеями и в 530 году до новой эры выступил на войну в среднеазиатском регионе с кочевниками массагетами. Можно предположить, что именно тогда первые евреи-иудеяне и прибыли на земли среднеазиатского региона в качестве воинов персидской армии Кира II Великого.
Как сообщает Геродот («Томирис [царица массагетов].., со всем своим войском напала на персов. Эта битва, как я считаю, была самой жестокой из всех битв между варварами... Почти все персидское войско пало на поле битвы, погиб и сам Кир. Царствовал же он полных 29 лет.»)...  Так как почти всё войско Кира погибло, то появление очередных иудеев в среднеазиатском регионе представляется при Камбисе II или даже Дарие I.  
Уже через 47 лет после гибели Кира II Великого, в 483 году до новой эры, как сказано несколько раз в древнеивритоязычной «Книге Эстэр», при персидском царе Ахашвероше евреи-иудеяне географически расселены организованными общинами во всех областях (то есть сатрапиях) Персидской державы Ахеменидов, от Индии до Куша (включая и среднеазиатские сатрапии). За прошедшие 56 лет после освобождения из вавилонского плена евреи-иудеяне географически расселились по всей Персидской державе Ахеменидов и положили начало многочисленным диаспорам в разных уголках Мира.

VI век до новой эры. Персидская держава Ахеменидов поглотила и Нововавилонское царство и среднеазиатский регион. Иудеи распространяются по державе.

Вторая волна еврейских переселенцев в среднеазиатский регион прибыла через 85 лет после смерти Ахашвероша, при Артаксерксе III, в Гирканию, находившуюся на территории современных юго-западного Туркменистана и северного Ирана. Это было по следующим обстоятельствам. В 350 году до новой эры Артаксеркс III послал войско против отделившегося Египта и поручил командование одной частью своему доверенному лицу евнуху Багою. Иосиф Флавий рассказывает в произведении «Иудейские древности», что у иерусалимского первосвященника Иоанна был брат Иисус, который был в дружеских отношениях с Багоем. Багой обещал Иисусу достать первосвященство. Уповая на это обещание, Иисус затеял в Храме ссору со своим братом Иоанном; последний страшно рассердился и в гневе своем убил Иисуса. Узнав об этом, Багой в гневе захотел войти в Храм, но евреи оказали ему сопротивление. Однако Багою удалось ворваться в святилище и осквернить Храм. И народ попал в рабство у персов. В произведении «О древности еврейского народа. Против Апиона» Иосиф Флавий говорит о том, что «тысячи и тысячи наших персы увели в Вавилон». Об изгнании евреев при Артаксерксе III Охе известно также из других источников: Солин, Евсевий, Орозий, Синцел. Три последних источника упоминают изгнание евреев в Гирканию на Каспийском море. Лишь Синцел добавляет Вавилон.
Видимо, произошёл серьёзный конфликт между иудеянами и проходящим по их территории персидским войском, и по всей видимости, этот конфликт с некоторыми неточностями описан в «Книге Юдифь», ибо там тоже фигурирует некий евнух Багой.
Третья группа иудеев прибыла на земли среднеазиатского региона через 20 лет после предыдущих событий в составе войск полководца Александра Македонского в 330 году до новой эры. Македонский царь Александр III ещё в 334 году до новой эры начал военный поход против враждебной Персидской державы Ахеменидов и к 332 году до новой эры приблизился к границам Иудеи, где он вступил в контакт с иудейским народом. Как Иосиф Флавий в произведениях «Иудейские древности» и «О древности еврейского народа», так и Талмуд сохранили в форме легенд данные о положительном отношении Александра к иудеям. Однако, из этих легенд представляется историческим фактом, изложенные в двух книгах Иосифа Флавия данные об участии иудеев в войске Александра Македонского, с которым они дошли до среднеазиатского региона.
Четвёртая и самая достоверная волна иудейских переселенцев прибыла на земли среднеазиатского региона через приблизительно 42 года после третьей группы иудеев. Это было в 288 году до новой эры после того, как власть в Азии досталась одному из диадохов Александра Македонского Селевку I Никатору.
Сведения об этой волне переселенцев даёт Иосиф Флавий в произведении «Иудейские древности». В книге XII в главе 3 Иосиф Флавий описывает в каком необыкновенном почёте были иудеи у эллинистических царей и добавляет («таким же уважением пользовались они в глазах прочих царей Азии после того, как приняли участие в их походах. Селевк I Никатор удостоил их во всех основанных им в Азии и Нижней Сирии городах, равно как в самой столице, Антиохии, права гражданства и сделал их равноправными с македонянами и греками, что осталось в силе по настоящее ещё время»).
Одним из городов, который был основан в Азии при Селевке I Никаторе и в котором иудеям он предоставил права гражданства был город Антиохия-Маргиана, основанный примерно в 288 году до новой эры его сыном-соправителем Антиохом I Сотером на месте разрушенной греческой колонии, основанной Александром Великим в Мервском оазисе.
Первые археологические свидетельства проживания иудеев на территории среднеазиатского региона были обнаружены советскими исследователями во время раскопок в Мервском оазисе в 1954 году. Были обнаружены остатки древней синагоги, а также черепки с еврейскими надписями и именами. Обнаруженное относилось к периоду от II века до новой эры до I века новой эры.
Эти археологические свидетельства подтверждают проживание иудеев в Мервском оазисе со времён Селевка I Никатора, Антиоха I Сотера и Антиоха II Теоса, которым они даровали права гражданства, как и упомянул Иосиф Флавий в произведении «Иудейские древности».

### Парфянская империя
Около 115 года до новой эры при представителе парфянской династии Аршакидов Митридате II был захвачен Мервский оазис вместе с его населением и иудеи из Мервского оазиса постепенно стали переселяться в парфянскую столицу Нису. Прожив в Нисе более 100 лет, иудеи Нисы со временем перешли на парфянский язык для общения в повседневном быту. О таких парфяноязычных иудеях из среднеазиатского региона упомянуто в книге «Деяния Апостолов», где они представляны иностранными паломниками в Иерусалиме на праздник Пятидесятницу (Шавуот) в 33 году новой эры, общающимися с двенадцатью апостолами, ближайшими учениками Иисуса Христа. Часть из паломников крестилась после общения с апостолами. Таким образом, благодаря деятельности апостолов, в Парфянской империи появилось довольно много иудеохристиан — евреев христианского вероисповедания, включая в столице Нисе.

#### Вторая Иудейская Война
Парфянские иудеи приняли активное участие во Второй Иудейской Войне в 115—117 годах против римлян во главе с императором Траяном, бои которой велись и на территории Месопотамии, и окончившейся решительной победой римлян. Можно предположить, что отдельные иудейские подкрепления поступали на войну и из среднеазиатских областей Парфянской империи.

### Государство Сасанидов
В 224 году новой эры вместо парфянской державы Аршакидов возникает персидское государство Сасанидов. На языке персов государства Сасанидов термин иудей передаётся как джахуд.
В это время получил широкое распространение прозелитизм. (Хотя прозелитизм существовал и в парфянское время когда в иудаизм перешла адиабенская царица Елена). В сасанидское время - иудействующей была мать шахиншаха Шапура II — кушанка Ифра Ормизд. Это явление связано с тем, что в государстве жило много иудеев, которые привлекали своей уникальной религией новых приверженцев.
В начале 300-х годов новой эры об иудеях в среднеазиатском Мервском оазисе содержится упоминание в Вавилонском Талмуде (Ав. Зар. 31б), из которого следует, что амора Шмуэль бар-Бисна из пумбедитской иешивы посетил иудеев Маргианы — области, простиравшейся вдоль протекающей на юго-востоке Туркменистана реки Мургаб. Несомненно, что это была та самая иудейская община, которая проживала в области со времён первых Селевкидских царей.
С 399 по 420\421 года новой эры царицей-супругой в государстве Сасанидов была дочь иудейского шаха Шошандухт. Средний сын Шошандухт Бахрам стал шахиншахом в государстве Сасанидов в 420\421 году.
Собственно, с шахиншахом Бахрамом — сыном иудейки Шошандухт, связано основание еврейской общины в районе города Бухары. Это произошло, когда Бахрам V в 427 году выступил на военное сражение с эфталитами. Как рассказывает Абу Ханифа ад-Динавари в «Книге связных рассказов» («эфталиты изъявили ему покорность и попросили его, чтобы он установил им определенную границу между ним и ими, которую они обязались бы не преступать. Бахрaм в качестве границы избрал место, глубоко вдающееся в их сторону, приказал построить там башню и её назначил границей.»).
Место, глубоко вдающееся в их сторону, которое избрал Бахрам V в качестве границы между эфталитами и Персией, это район города Бухары, где поселились персидские пограничники, иудеи в среде которых не были исключением. 

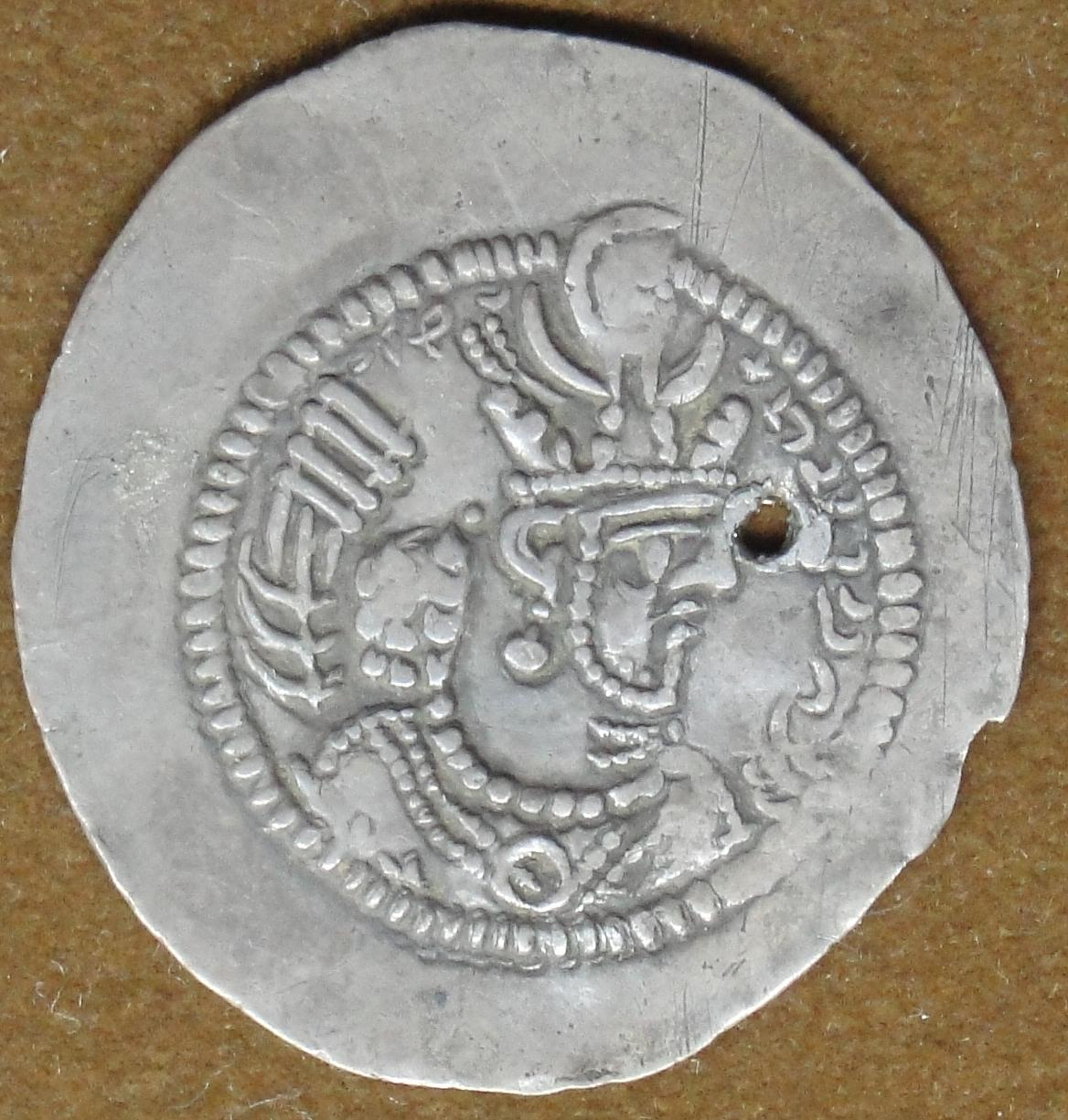
Драхма Бахрама Гура явилась прототипом для пожражательных эмиссий на территории Бухары. Возможно евреи были связаны с этими монетами или их изготовлением.

В книге не указывается топоним Бухара как место границы, поскольку такой топоним появится чуть позже на монетах Бахрама Гура (см. список монет Центральной Азии). Однако, именно в бухарской области установлена была граница, так как в книге написано, что догоняя отступающих эфталитов, Бахрам Гур дошёл из Мерва до Амуйа (т.е. Амуль) и переправившись через Амударью догнал врага там (т. е. на территории бухарской области).
О том, что Бухара служила границей на долгие годы между Персией и эфталитами, видно из дальнейшего абзаца в «Книге связных рассказов», где описывается завоевание среднеазиатского региона тюрками. Пока тюрки не приближались к Бухаре, Персия не вступала в войну с тюрками («Тогда царь турок, хaкaн Синджибу, собрал свой народ, снарядился и пошел походом против земли Хорасанской; он овладел Шашем, Ферганой, Самаркандом, Кешем и Несефом и дошел до самой Бухары. Узнав об этом, Хосрой поставил своего сына и наследника Ормузда во главе многочисленного войска и отправил его на войну с турецким хaкaном. Ормузд отправился в поход, но когда он приблизился к хaкaну, тот покинул захваченные им области и вернулся восвояси, а Хосрой отправил Ормузду послание с приказом вернуться обратно»).
Бахрам V поселил иудейских и персидских пограничников на долгие годы на границу в Бухаре. Более того, шахиншах назначил своего младшего брата Нарсэ наместником провинции Хорасан (то есть Средней Азии) с резиденцией в городе Балх. Собственно, с Нарсэ связано основание еврейской общины в городе Хорезм — столице провинции Хорезм. Как сказано в книге о правителях, основавших города в Персии, называемой «Города Ирана» («Город Хорезм основал Нарсэ сын иудейки»). В этой книге иудейское происхождение Нарсэ приводится для того, чтобы объяснить источник наличия иудеев в городе.
Иудеи продолжили жить в провинции Хорасан вплоть до арабского завоевания Мерва в 652 году, пережив и Сасанидскую Персию и Тюркский каганат.

### Арабский халифат и Хазарский каганат
Ещё до завоевания арабами столицы Хорасана — города Мерва в 652 году, в нём проживали с Сасанидского времени иудеи, христиане и зороастрийцы. А уже через 87 лет они упомянуты Ат-Табарием в книге «История пророков и царей», где он рассказывает, что после того, как наместник Хорасана Наср ибн Сияр вернулся в Мерв после похода в Мавераннахр в 739 году, он произнёс речь перед людьми: («Ведь Бахрамсис заботился об огнепоклонниках, защищая их и возлагая наложенные на них подати на мусульман? Ведь Ишибдад, сын Грегора, заботится о христианах, а Акиба ал-Яхуди — об иудеях, делая то же самое? И я позабочусь о мусульманах и защищу их и переложу тяготы их на язычников.»). Упомянутая подать, так называемая джизья, налагалась на население обладающее статусом зимми, в которое входили; зороастрийцы, христиане и иудеи.
Зиммии упомянуты и в Бухаре между 715 и 724 годами при предыдущем наместнике Хорасана Асаде сыне Абдуллы Кушайри. Как рассказывает Наршахи в книге «История Бухары», при бухархудате Тахшаде I («появился один человек, который стал проповедовать ислам жителям Бухары. Жители Бухары большею частью были зиммиями и платили подушную подать.»). Можно предположить, что среди зиммиев Бухары были не только зороастрийцы и христиане, но и иудеи.
А тем временем в соседнем с Арабским халифатом Хазарском каганате хазары под влиянием своего полководца Булана перешли в иудаизм. В середине 700 годов часть Средней Азии, в частности Хорезм, входил на несколько десятилетий в состав Хазарского каганата, куда мигрировали иудеи из мусульманских Хорасана и Мавераннахра. Оставшиеся иудеи Хорасана и Мавераннахра осуществляли связь с Хазарским каганатом посредством торговой корпорации «Раданиты», о которой упомянул в 800 годах Ибн Хордадбех в «Книге путей и стран», где он пишет, что раданиты путешествовали в Хорасан и Мавераннахр через Хазарский каганат из славянских земель: («Путь еврейских купцов ар-Разанийа, которые говорят по-арабски, по-персидски, по-румийски, по-франкски, по-андалузски, по-славянски. Они в самом деле путешествуют от ал-Машрика до ал-Магриба и от ал-Магриба до ал-Машрика по суше и по морю… Иногда они держат путь по ту сторону (севернее) Румийи, в страну славян, затем в Хамлидж — главный город хазар, далее по морю Джурджан, затем в Балх и Мавараннахр, затем в Урт тугузгуз, затем в ас-Син.»). Столицей Мавераннахра в этот период был город Самарканд, в котором правил эмир Наср I правнук Саман-худата, и тогда в 800 годах, благодаря раданитам, в городе возникает большая иудейская община, о существовании которой было задокументировано в литературном источнике под названием "Известия" процитированого в 1100-х годах (см. ниже).
Более 2 веков исповедовали хазары иудаизм и за это время иудейские общины распространились через Хазарский каганат из Персии и среднеазиатского региона до земель восточных славян.
После падения Хазарского каганата в 968/969 году, жители хазарской столицы переселились частично в Дербент, и частично в среднеазиатский регион, как сообщает Ибн Хаукаль: («...и совершили свой набег эти (русы) на всех, кто был на берегу Итиля из [числа] хазар, булгар и буртасов, и захватили их, и искал убежища народ Итиля на острове Баб-ал-Абваб и укрепился на нем, а часть их — на острове Сийах-Куих»).  В среднеазиатском регионе итильские евреи влились в состав иудеев Хорасана и Мавераннахра, о многочисленности которых в 984 году в пределах Саманидского государства зафиксировал географ Шамсуддином аль-Мукаддаси: («В этой области (ал-Машрике), больше науки и законоведения, чем в других областях; у проповедников её удивительная слава; у них (жителей её) большие богатства. В ней много евреев, мало христиан, и есть разные виды магов…»).

### Газневиды, Караханиды, Сельджукиды, Каракитаи, Хорезмшахи
В дальнейшем на протяжении более 200 лет в среднеазиатском регионе правили различные династии; Караханиды, Газневиды, Сельджукиды, Каракитаи и Хорезмшахи. На протяжении всего этого периода иудеи продолжали жить на среднеазиатских землях.
В 1000 годах об иудеях в среднеазиатском регионе сообщает поэт Унсури, который упомянул о них в своей касыде во славу султана Махмуда Газневи.
В первой половине 1100 годов об иудеях в Самарканде упоминает ан-Насафи в книге «Кандия малая», где он пишет, что в Самарканде у синагоги: («В настоящее время (место это) носит прозвище еврейской улицы.»). В этой книге приведён рассказ из более раннего источника «Известия» об иудее построившем в Самарканде свинцовый акведук «Джуй Арзиз».
Во второй половине 1100 годов об иудеях в том же Самарканде сообщает Вениамин Тудельский, который в «Книге странствий раби Вениамина» упоминает довольно многочисленную общину иудеев Самарканда («между которыми есть люди учёные и богатые. Начальствует над этой общиной князь раввин Обадия.»). Вениамин также сообщает, что иудеи жили тогда по всему Хорасану.

### Монгольская империя
В 1219 году происходит завоевание среднеазиатского региона монголами под предводительством Чингизхана. В 1220 году монголы завоевали Бухару и Самарканд, а в 1221 году Ургенч и Мерв. Несмотря на жестокое завоевание городов среднеазиатского региона, иудеи упомянуты в городе Бухаре уже через 20 лет после вторжения монголов, в 1240 году, историком Ибн аль-Фувати.

### Чагатайский улус, государство Хулагуидов, Золотая Орда
После деления Монгольской империи между сыновьями Чингизхана, среднеазиатский регион оказался частично в государстве Хулагуидов, частично в Золотой Орде и частично в Чагатайском улусе. Во всех этих государствах продолжали жить иудеи.
Об иудеях в Золотой Орде в городе Гурганжде в первой половине 1300 годов сообщает аль-Омари в книге «Пути взоров по государствам разных стран», где он пишет, что: («Столица тамошнего царя — Сарай. Это небольшой город между песками и рекою. Пребывающий там, теперь султан его, Узбекхан, построил в нём медресе для науки, (потому что) он очень предан науке и людям её… Цены во всем этом государстве чрезвычайно низки, за исключением Курканджа; это столица Харезмской области, и (потому) называется просто Харезмом… Расстояние его (Сарая) от Харезма около 1 1/2 месяца (пути); между ним (Харезмом) и Сараем — города Хива и Кутлукент… Цены в Харезме и Сарае почти не различаются между собою. (Город) Харезм (лежит) на Джейхуне, между двумя рукавами его, похожими на шаровары. В Харезме 100 домов еврейских и 100 домов христианских, не более. Им (Евреям и Христианам) не разрешено иметь больше этого.»). Упомянутые иудеи Гурганджа проживали в городе, по крайней мере, со времени их переселения в Хорезм из Хазарского каганата в 968/969 году.
Об иудеях в Чагатайском улусе, столицей которого был город Самарканд, в той же первой половине 1300 годов сообщает ибн-Баттута в книге «Путешествие», где он пишет, что: («Когда Бузун овладел царством, он стал притеснять мусульман, несправедливо обращался с подданными и позволял христианам и иудеям строить их храмы. Мусульмане стали волноваться из-за этого и ждали лишь удобного случая, когда судьба отвернется от него. Когда известия о Бузуне достигли в Хорасане Халила — сына султана Йасура Махзума, то он направился к царю Герата, а это был султан Хусайн, сын султана Гийас ад-Дина ал-Гури, и сообщил ему то, что знал, и попросил у него помощи войсками и деньгами, с условием разделить с ним царство, если оно окажется наконец в его руках. Малик-Хусайн послал с ним большое войско… Когда эмиры мусульман узнали о походе Халила, они встретили его, выражая ему покорность и желание вести священную войну против врага… Эмиры со всех областей съехались и собрались вокруг Халила. Халил встретился с Бузуном, войска его перешли на сторону Халила, разбили Бузуна, взяли его в плен и привели к Халилу. Халил его казнил, задушив тетивой лука, так как у них в обычае убивать царевичей лишь удушением. Царство перешло к Халилу.»).

### Тимуридская империя

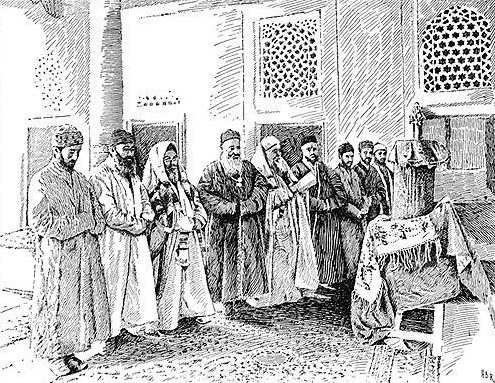
Большая Синагога Бухары. Фотография 1901—1906 г.

В тимуридский период иудеи жили и в Бухаре, о чём свидетельствует Большая Синагога Бухары, действовшая в городе с 1300-х годов по 1900-е годы, и в столичном Самарканде до 1720 года, когда землетрясение разрушило город, а также в других городах.

### Узбекские ханства
В 1601 году власть в Бухарском ханстве перешла от Шейбанидов к Аштарханидам. На рубеже XVI—XVII веков в Бухаре творил поэт уважительно прозванный Хаджейи Бухари (буквально Господин Бухарский; настоящее имя неизвестно), автор «Даниэль-намэ» 1606 года.
Примерно в 1620 году была построена в Бухаре сегодняшняя синагога в махалле кухма.
К 1600-м годам относится литературная деятельность еврейского поэта Элишы Бен Шмуэля Рагиба Самарканди. Его перу принадлежит поэма «Шахзаде ва суфий (Принц и отшельник)» 1680 года. Нисба Самарканди явно свидетельствует о существовании иудейской общины в Самарканде в 1600-х годах.
В 1688—1755 годах жил и творил поэт Яхуди Юсуф Бен Ицхак Бухари, перу которого принадлежит много высокохудожественных и колоритных произведений. В их числе — ряд газелей, большая поэма «Мухаммас», в которой воспевается личность Моисея, а также поэма «Семь братьев» (рассказ о семи мучениках и их матери). Его ученики-поэты Беньямин бен Мишоэль Амин, Узбек, Элиша и Шломо, которых называют общим именем «мулло» (ученый), разрабатывали в персидских поэмах еврейские сюжеты, но также усердно изучали персидскую поэзию. Их поэмы были написаны еврейским шрифтом, и теми же письменами они транскрибировали для бухарских евреев классиков — Низами, Гафиза и других, а также переводили персидскими стихами еврейские стихотворения, например, поэмы Израиля Нагары Архивная копия от 23 июня 2017 на Wayback Machine.
В 1721 году в Хивинское и Бухарское ханства, а также в Кокандское ханство (выделившееся из Бухарского ханства в 1709 году) прибыл Флорио Беневени, посланник царя всея Руси Петра I, который в своих записках упомянул о евреях, указав, что они заняты в окрашивании тканей.
В 1740 году Бухарское ханство и Хивинское ханство (без Кокандского ханства) перешли под контроль (первое — мирным путём, второе — военным) Надыр-шаха. Изначально Надыр-шах, как и его предшественники, относились жестоко к евреям, в угоду ему был устроен погром хамаданских евреев, но затем Надыр-шах стал покровительствовать евреям. Согласно легенде, это произошло благодаря чуду.
В 1743 году Надыр-шах переселил в свою столицу город Мешхед много еврейских семей из города Казвин, назначив их управлять его казной. До этого в Мешхеде не было еврейской общины, так как там находится Мавзолей Имама Резы и евреям вход в Мешхед тогда был запрещён. Пользуясь покровительством Надыр-шаха, евреи превратили Мешхед в крупный центр международной торговли. Община Мешхеда привлекала переселенцев из других городов Ирана. Еврейские переселенцы прибыли также в Бухару и Самарканд. Профессор Самаркандского государственного университета Рубен Назарьян писал по этому поводу, что, несмотря на запрет проживания евреев в мусульманских кварталах-гузарах, при Надыр-шахе евреи появляются всё-таки в мусульманских гузарах Самарканда. В гузаре Кош-хаус до 1880-х годов даже действовала синагога. До этого Самарканд лежал в руинах вследствие сильного землетрясения произошедшего в городе в 1720 году.
Итак, Надыр-шах стал покровительствовать евреям; остановил преследования евреев в Персии; переселил евреев в запретный для них прежде шиитский город Мешхед, при том назначив их на почётную должность управления казной; разрешил евреям из Персии поселиться в мусульманских гузарах Самарканда и построить там синагогу.
Покровительство Надыр-шаха длилось не долго, ибо он был убит в 1747 году. После его убийства начались преследования евреев Мешхеда со стороны мусульман. В Бухаре сразу же был убит бухарский Абулфейз-хан из династии Аштарханидов по приказу одного из бухарских военачальников Надыр-шаха по имени Мухаммад Рахим из династии Мангытов и фактическая власть в ханстве перешла к нему. При Мангытах в середине 1700-х годах происходит первое массовое насильственное обращение бухарских евреев в ислам и возникает община чала (буквально «ни то, ни сё» на таджикском) — евреев, продолжающих тайно исповедовать иудаизм.
Российский пограничник Филипп Сергеевич Ефремов, захваченный в плен в 1774 году, проданный в Бухару Аталыку Данияр-беку — родственнику узурпатора Мангыта Мухаммада Рахима, и бежавший через 9 лет из Бухары в Санкт-Петербург, упомянул в своей книге о причинах покушения на жизнь Аштарханида Абулфейз-хана бухарским военачальником Надыр-шаха Мухаммадом Рахимом. Со слов Ф. С. Ефремова ясно то, что покушение произошло вследствие патологического страстного желания овладеть дочерью Абулфейз-хана — женой Надыр-шаха. Упомянутый Ф. С. Ефремовым Мангыт Данияр-бек, посадивший ходжу по имени Абуль Газы, то есть духовное лицо, на ханство в 1758 году после смерти своего родственника Мухаммада Рахим-хана, и выглядит предполагаемым инициатором насильственного обращения евреев в мусульманство, ибо, ни Аштарханид Абд ул-Мумин хан (мальчик правил с 1747 года и удушен был насмерть Мухаммадом Рахимом в 1751 году), ни Аштарханид Убейдаллах III хан (мальчик правил с 1751 года и разбит был насмерть Мухаммадом Рахимом в 1753 году), ни Аштарханид Абуль Газы хан (мальчик правил с 1758 года по 1785 год), будучи ханами-марионетками, не имели реальной власти в Бухарском ханстве, о чём пишет сам Филлип Ефремов. Аталык Данияр-бек в 1774 году также подвергал пыткам и Ефремова через насильственное питьё солёной воды, с целью принятия Ефремовым ислама.
Далее Филипп Ефремов сообщает, что в Бухаре проживают «бухарцы, узбеки, хивинцы, киргизцы, персияне и индейцы», жилой фонд представлен мазанками, улицы извилисты и тесны; население он оценивает в 70 тысяч человек. Евреи, по его словам, занимаются ремеслом, проживают «в слободе» и изготовляют шёлк.
После волны насильственного обращения евреев в мусульманство в Бухарском ханстве при Мангытах, в конце 1700-х годов насильственное обращение евреев в мусульманство также происходит и в Хивинском ханстве при династии Кунгратов.
После смерти 1-го Мангыта Мухаммеда Рахим-хана и 2-го Мангыта Даниялбия, с 1785 года Бухарское ханство при 3-м бухарском правителе из династии Мангытов по имени Шахмурад стало называться Бухарский эмират. К правлению Шахмурада (он же эмир Масъум) относится сюжет поэмы «В память Муллы Худайдада, благочестивого» пера Ибрагима ибн Абу л-Хайр на еврейско-таджикском языке, рассказывающий о еврее Худайдаде, который был купцом, муллой (то есть учёным раввином) и которого приказал казнить эмир Масъум за отказ принять ислам. Худайдад принял мученическую смерть за отказ изменить иудейской вере, хотя после его смерти распространялись ложные слухи о том, что Худайдад всё-таки принял ислам. Поэма содержит около 400 двойных линий и занимает около 12 страниц.
Близость по времени хронологических рамок нетерпимости к евреям в Бухарском и Хивинском ханствах и хронологических рамок нетерпимости к евреям в Персии (остановленной Надыр-шахом) наводит на предположение, что нетерпимость к евреям в Хивинском и Бухарском ханстве пришла из Персии. ЭЕЭ и ЕЭБЕ указывают, что данная нетерпимость к евреям в Персии пришла с приходом к власти династии Сефевидов. Некоторое облегчение в положении евреев произошло в правление 5-го Сефевида шаха Аббаса I (умер в 1629 г.). Однако последние годы его правления и главным образом вторая половина 17-го века ознаменовались новыми гонениями. Нетерпимость к евреям в Персии продолжилась и после смерти Абасса I, и при Абассе II (1642—1667), а при преемниках последнего, Сефи II Сулеймане (1666—94), и последнем Сефивиде, Султане-Хоссейне (1694—1722), власть находилась в руках фанатичного шиитского духовенства, которое довело евреев до положения жалких париев. Нетерпимость продолжалась и до воцарения Надыр-шаха, который сам поначалу был нетерпим к евреям в Персии.
В 1793 году в Бухару прибыл из Земли Израиля Рав Йосеф Маман и стал духовным лидером бухарского еврейства. Он ввёл сефардский молитвенный канон вместо персидского, которым пользовались бухарские евреи до этого. Рав Йосеф Маман наладил хорошие отношения с мусульманскими авторитетами и сумел спасти бухарских евреев от различных насильственных бед.
В 1802 году бухарские евреи впервые наладили контакты с русскими евреями, написав им письмо на иврите следующего содержания:
Мир и благословение да ниспадут на голову еврейской общины; шлю вам привет. Я слышал от бухарских купцов, что в городах России имеется много евреев; здесь в Кизиль-Гаре, мы не знаем, от каких евреев вы происходите. Нам, для наших дел, надо бывать в России, но до нас дошли слухи, что там очень притесняют и преследуют евреев; если вы полагаете, что мы не будем терпеть притеснений и убытков, то известите нас. Местные купцы пользуются нашими капиталами для торговли, на условиях компании, но не честно поступают при этом; если вы дадите нам положительный ответ, мы сами будем приезжать за товаром. Напишите нам, а если вы иврита не знаете, то пишите на русском языке, но ивритским шрифтом; здесь имеется переводчик, знакомый с русским языком. Надеемся, что наступит знамение для евреев. Напишите, сколько мы должны платить за пересылку денег из Бухары. На этом заканчиваем. Мир вам, всем чадам вашим и домочадцам. Писал в Бухаре призывающий на Израиль благословение Вениамин С"Т. 9-го Сивана 5562 г. от сотворения мира.
Это письмо получили евреи города Шклов Могилёвской губернии Российской империи. Текст переписки был опубликован в книге «Drischat Zion», вышедшей в Франкфурте-на-Одере в 1806 году. В дальнейшем контакты бухарских евреев с русскими евреями участятся.
В 1820 году в Бухару прибыло российское посольство. Участник посольства Е. К. Мейендорф в книге «Путешествие из Оренбурга в Бухару» оставил некоторые сведения о евреях Средней Азии, сообщив, что они занимают 800 домов (10 % города) и говорят о себе, что они ушли из Самарканда 700 лет назад. Мейендорф пишет, что наибольшая в Азии еврейская диаспора проживает в Бухаре («в Мешхеде 300 еврейских домов, в Шахрисябзе — 30, в Балхе — столько же, в Самарканде и Герате — только 10, в Хиве — 4, в Бадахшане, Коканде и Кашгаре еврейского населения нет»). При этом в действительности в Самарканде проживало больше евреев, хотя они были рассеянны в мусульманских кварталах. Касательно евреев Хивы известно, что в своём большинстве они были обращены в мусульманство в конце 1700-х годах и поэтому тоже были незаметны. Более того, в третьей главе он сообщает, что по всему государству насчитывалось 4000 евреев. Мейендорф повторяет слова других путешественников о том, что евреи занимаются окрашиванием тканей и изготовлением спиртного. Касательно еврейской диаспоры в городе Ташкенте Майендорф сообщает («Ташкент, в котором минимум 3000 домов, окружен глиняной стеной, пришедшей в упадок, так же как и дома; последние построены гораздо хуже, чем в Бухаре. В Ташкенте десять медресе: три из них выстроены по образцу бухарских. Каналы, выведенные из Чирчика, протекающего в 20 верстах к югу от города, доставляют сюда воду и орошают поля. Ташкентский район производит хлопок и шелк, в то время как в туркестанском их добывается очень мало. Артиллерия ташкентского бека состоит из пушек, навьюченных на верблюдов, как в Персии. Вокруг этого города расположены селения Джетыкент, Сайрам, Карабура, Чимган, Икан и пр. и пр., населенные узбеками. Там встречается лишь небольшое число таджиков и туркестанцев и совсем нет евреев»). Однако, в действительности, в 1820 году уже существовала еврейская община в городе Ташкент, как видно из документов в мэрии города.
После смерти духовного лидера Йосефа Мамана в 1823 году бухарские евреи начали переезжать в Землю Израиля.
В первой половине 1800-х годах вторая волна массовых насильственных обращений в ислам значительно увеличивает число членов общины чала. Остатки общины чала существуют в Средней Азии, в основном в Бухаре, до настоящего времени. Большинство членов её по паспорту являются узбеками.
В Бухарском эмирате постройки, принадлежащие евреям по закону должны были быть ниже на пол-аршина, чем соответствующие постройки мусульман, запрещалось покупать землю и дома мусульман, продавать им продукты питания, заниматься земледелием.
В городе Бухара евреи проживали отдельно от мусульман в трёх кварталах-махалля: Махалляи-Кухна (Старая махалля), Махалляи-Нав (Новая махалля) и Амиробод (город Эмира).
В Самарканде еврейский квартал (Махалляи-Яхудиён) находился в восточной части города. Самаркандская синагога «Канесои Гумбаз», построенная в 1891 году, сохранилась до наших дней. По данным профессора М. М. Абрамова, квартал Махалляи-шарк (или Махалляи-Яхудиён) в восточной части города, возник в конце XVIII века, где жили бухарские евреи. Считался самостоятельной частью Самарканда. Руководил кварталом калонтар (староста), назначенный обществом. Имел свой общественный центр; баня, синагога, чайхана, ремесленные мастерские, главным образом, красильщиков, сапожников, ткачей, небольшой базарчик, начальная школа-хедер. В 1843 году квартал получил официальный статус, так как эмир Насрулла продал бухарским евреям землю, где они образовали свой квартал.

### Российская империя
После установления российского протектората все запреты и ограничения, существовавшие для евреев Бухарского эмирата, были отменены. Взамен было введено разделение на туземных евреев, сумевших документально подтвердить своё пребывание на территории Туркестанского края на момент российского завоевания и местное происхождение предков и бухарских евреев. Туземные евреи считались российскими подданными, купцам разрешили свободно торговать по всему краю и в крупнейших городах европейской России.
На бухарских евреев, даже если они были ближайшими родственниками официально туземных законы Российской империи не распространялись, они считались иностранцами и были лишены права приобретать землю или недвижимость, открывать собственное дело.
Более подробно о положении евреев в Русском Туркестане пишет канадский историк Альберт Каганович.

### СССР
В 1920-е годы в Узбекской ССР действовал ряд еврейских культурных, научных, образовательных организаций, еврейские колхозы. В 1930-х годах все они были закрыты, бухарско-еврейская интеллигенция репрессирована.
Во время Великой Отечественной войны до 30 000 бухарских евреев служило в РККА. Среди них были летчики, моряки, танкисты, пехотинцы. Из них около 10 000 погибли или пропали без вести.
После войны бухарские евреи были заняты во всех отраслях советской экономики. В 1951 году закрывается последняя школа с преподаванием на бухарско-еврейском языке. Единственным действующим культурным центром оставалась самаркандская синагога «Канесои Гумбаз». Из числа бухарских евреев вышла замечательная плеяда актёров, артистов, композиторов, режиссёров, музыкантов, танцоров, поэтов, писателей, журналистов, художников, архитекторов, скульпторов, спортсменов, а также медиков и парикмахеров.
Образование Государства Израиль в 1948 году, его признание Советским Союзом и установление с ним дипломатических отношений было радостно воспринято бухарскими евреями. Разрыв дипломатических отношений с Израилем 10 июня 1967 года был встречен негативно.

### Израиль, Северная Америка, Западная Европа
10 июня 1968 года, через год после разрыва отношений с Израилем, в ЦК КПСС поступило совместное письмо руководства МИД СССР и КГБ СССР за подписями Громыко и Андропова с предложением разрешить части советским евреям эмигрировать из страны, и в конце 1960-х — начале 1970-х политика Советского Союза в отношении эмиграции в Израиль смягчается. Частичное разрешение эмигрировать привело к усилению диссидентского движения в СССР в рядах отказников. Параллельно в США, в 1974 году была принята поправка Джексона — Вэника с целью давления на СССР по вопросу свободной эмиграции.
Начиная с тех пор и до распада СССР десятки тысяч бухарских евреев обосновались на исторической родине, образовав общины во многих городах государства Израиль.
Во времена Перестройки в СССР начавшейся в 1985 году и после распада СССР в 1991 году, около 60 000 бухарских евреев поселились в Северной Америке. Небольшие общины бухарских евреев существуют также и в Западной Европе: Австрии, Германии и Франции.

### Независимые республики СНГ
РФ, Казахстан, Узбекистан, Кыргызстан, Таджикистан и Туркменистан имеют дипломатические отношения с государством Израиль.

## Традиционные занятия
Основными традиционными занятиями евреев в Бухарском эмирате были окраска шерсти и ткани, а также мелкая торговля, а туземных же евреев Русского Туркестана также и крупная торговля (бизнес).
Название красильщиков кабудгари происходит от таджикского кабуд — синий. Краски изготавливались самостоятельно и секреты их производства передавались из поколения в поколение. Среди мусульман эмирата даже выражение: «идти к еврею» означало намерение отдать пряжу для окраски в синий цвет.
Бухарские евреи внесли весомый вклад в развитие музыкальной культуры и танцевального искусства оседлых народов Средней Азии.
Парикмахерское дело являлось почти монополией ташкентских евреев с 1950-х по 1980-е годы, среди которых были как и таджикоязычные и узбекоязычные среднеазиатские евреи, так и русскоязычные евреи из Российской империи и европейской части СССР.